# Número primo factorial
Un primo factorial es un número primo que es una unidad menor o una unidad mayor que un número factorial (todos los factoriales mayores que 1 son pares).
Los primeros 10 primos factoriales (para n = 1, 2, 3, 4, 6, 7, 11, 12, 14) son (sucesión A088054 en OEIS):
2 (0! + 1 o 1! + 1), 3 (2! + 1), 5 (3! − 1), 7 (3!  + 1), 23 (4! − 1), 719 (6! − 1), 5039 (7! − 1), 39916801 (11!  + 1), 479001599 (12! − 1), 87178291199 (14! − 1), ...
n! − 1 es primo para (sucesión A002982 en OEIS):
n = 3, 4, 6, 7, 12, 14, 30, 32, 33, 38, 94, 166, 324, 379, 469, 546, 974, 1963, 3507, 3610, 6917, 21480 , 34790, 94550, 103040, 147855, 208003, ... (dando como resultado 27 primos factoriales)
n! + 1 es primo para (sucesión A002981 en OEIS):
n = 0, 1, 2, 3, 11, 27, 37, 41, 73, 77, 116, 154, 320, 340, 399, 427, 872, 1477, 6380, 26951, 110059, 150209 , 288465, 308084, 422429, ... (dando como resultado 24 primos factoriales - el primo 2 se repite)
A octubre de 2022, no se conocen otros primos factoriales.
Cuando tanto n! + 1 como n! − 1 son números compuestos, debe haber al menos 2n + 1 números compuestos consecutivos alrededor de n!, ya que además de n! ± 1 y n! mismo, también, cada número de la forma n! ± k es divisible por k para 2 ≤ k ≤ n. Sin embargo, la longitud necesaria del intervalo es asintóticamente más pequeña que la separación compuesta promedio para un número entero de tamaño similar (véase diferencia entre dos números primos consecutivos).